# جورجي تيرزييف
جورجي تيرزييف (بالبلغارية: Георги Терзиев)‏ (18 أبريل 1992 بسليفن في بلغاريا - ) هو لاعب كرة قدم بلغاري في مركز الدفاع. شارك مع منتخب بلغاريا تحت 19 سنة لكرة القدم ومنتخب بلغاريا تحت 21 سنة لكرة القدم ومنتخب بلغاريا لكرة القدم. أما مع النوادي، فقد لعب مع نادي لودوغورتس رازغراد وهايدوك سبليت وPFC Neftochimic Burgas (2009–2014) ‏ وPSFC Chernomorets Burgas ‏ ولودوغورتس رازغاردز II ‏ ونفتكس بورغاس ‏.

## روابط خارجية
- جورجي تيرزييف على موقع الاتحاد الأوربي (الإنجليزية)
- جورجي تيرزييف على موقع قاعدة بيانات كرة القدم.إي يو (الإنجليزية)
- جورجي تيرزييف على موقع ناشيونال فوتبول تيمز (الإنجليزية)
- جورجي تيرزييف على موقع Soccerway.com (الإنجليزية)
- جورجي تيرزييف على موقع عالم كرة القدم.نت (الإنجليزية)
- جورجي تيرزييف على موقع AS.com (الإسبانية)